# Wilcox (Nebraska)
Wilcox je selo u američkoj saveznoj državi Nebraska. Prema popisu stanovništva iz 2010. u njemu je živjelo 358 stanovnika.